# Оксанинська сільська рада
Оксанинська сільська́ ра́да — адміністративно-територіальна одиниця та орган місцевого самоврядування в Уманському районі Черкаської області. Адміністративний центр — село Оксанина.

## Загальні відомості
- Населення ради: 1 262 особи (станом на 2001 рік)

## Населені пункти
Сільській раді підпорядковані населені пункти:
- с. Оксанина

## Склад ради
Рада складається з 16 депутатів та голови.
- Голова ради: Слюсар Валерій Петрович
- Секретар ради: Костенко Людмила Василівна

### Керівний склад попередніх скликань
| Прізвище, ім'я, по батькові | Основні відомості                                                         | Дата обрання | Дата звільнення |
| --------------------------- | ------------------------------------------------------------------------- | ------------ | --------------- |
| Слюсар Валерій Петрович     | Сільський голова, 1957 року народження, освіта вища, безпартійний         | 26.03.2006   | 31.10.2010      |
| Слюсар Валерій Петрович     | Сільський голова, 1957 року народження, освіта вища, член Партії регіонів | 31.10.2010   |                 |

Примітка: таблиця складена за даними сайту Верховної Ради України

### Депутати
За результатами місцевих виборів 2010 року депутатами ради стали:

#### За суб'єктами висування
| Суб'єкт висування | Кількість обраних депутатів | %    |
| ----------------- | --------------------------- | ---- |
| Партія регіонів   | 15                          | 93,8 |
| Самовисування     | 1                           | 6,3  |

#### За округами
| № округу        | Прізвище, ім'я, по батькові       | Дата визнання обраним | Освіта             | Партійна приналежність | Відомості про обраного депутата                         |
| --------------- | --------------------------------- | --------------------- | ------------------ | ---------------------- | ------------------------------------------------------- |
| Партія регіонів |                                   |                       |                    |                        |                                                         |
| 2               | Мовчан Оксана Дмитрівна           | 03.11.2010            | середня            | член Партії регіонів   | Оксанинська сільська рада, касир                        |
| 3               | Сиротюк Петро Сергійович          | 03.11.2010            | вища               | член Партії регіонів   | Оксанинська сільська рада, спеціаліст                   |
| 4               | Присяжнюк Олесь Олександрович     | 03.11.2010            | середня спеціальна | позапартійний          | приватний підприємець                                   |
| 5               | Стратієнко Катерина Петрівна      | 03.11.2010            | вища               | позапартійна           | Оксанинська загальноосвітня школа, заступник директора  |
| 6               | Панчук Юрій Дмитрович             | 03.11.2010            | вища               | позапартійний          | приватний підприємець                                   |
| 7               | Смілянець Тетяна Вікторівна       | 03.11.2010            | середня спеціальна | член Партії регіонів   | фельдшерсько-акушерський пункт с. Оксанина, завідувачка |
| 8               | Лібер Володимир Іванович          | 03.11.2010            | вища               | позапартійний          | приватний підприємець                                   |
| 9               | Бабій Анатолій Вікторович         | 03.11.2010            | середня спеціальна | позапартійний          | Агрофірма «Оксанина», головний інженер                  |
| 10              | Качур Людмила Калениківна         | 03.11.2010            | середня            | позапартійна           | ТОВ ім. Черняхівського, ветеринарний фельдшер           |
| 11              | Завгородня Тетяна Василівна       | 03.11.2010            | вища               | позапартійна           | Оксанинська загальноосвітня школа, вчитель фізики       |
| 12              | Бабій Сергій Вікторович           | 03.11.2010            | середня спеціальна | позапартійний          | Агрофірма «Оксанина», завідувач майстерні               |
| 13              | Олійниченко Алла Анатоліївна      | 03.11.2010            | середня спеціальна | позапартійна           | тимчасово не працює                                     |
| 14              | Криворучко Сергій Миколайович     | 03.11.2010            | вища               | позапартійний          | Оксанинська сільська рада, головний бухгалтер           |
| 15              | Слюсар Галина Степанівна          | 03.11.2010            | вища               | позапартійна           | Оксанинський дитячий навчальний заклад, завідувачка     |
| 16              | Костенко Людмила Василівна        | 03.11.2010            | вища               | позапартійна           | Агрофірма «Оксанина», бухгалтер                         |
| Самовисування   |                                   |                       |                    |                        |                                                         |
| 1               | Олійниченко Валерій Володимирович | 03.11.2010            | середня спеціальна | позапартійний          | Будинок культури, директор                              |